# Aridelus
Aridelus is een geslacht van insecten uit de orde vliesvleugeligen (Hymenoptera) en de familie schildwespen (Braconidae).

## Soorten
- A. absonus Narendran & Sheeba, 2007
- A. achterbergi Narendran & Sheeba, 2007
- A. aeros Narendran & Sheeba, 2007
- A. africanus (Brues, 1924)
- A. alternecoloratus He, 1980
- A. angustipterus Papp, 1965
- A. antennatus Chou, 1987
- A. basalis Chen & van Achterberg, 1997
- A. cameroni (Szepligeti, 1914)
- A. confusus Chen & van Achterberg, 1997
- A. dubius Belokobylskij, 1981
- A. egregius (Schmiedeknecht, 1907)
- A. elasmuchae Maeto & Kudo, 1992
- A. emeiensis Wang, 1985
- A. exilis (Turner, 1927)
- A. fisheri (Viereck, 1909)
- A. flavicans Chao, 1974
- A. flavicoxae (Shujauddin, 1981)
- A. fumipennis (Fouts, 1922)
- A. funerator de Saeger, 1946
- A. fuscus Wang, 1981
- A. hunanensis You, Xiong & Zhou, 1988
- A. keralicus Narendran & Sheeba, 2005
- A. kirckpatricki de Saeger, 1946
- A. longiterebra Luo, 1997
- A. longius Chou, 1987
- A. malabaricus Narendran & Sheeba, 2005
- A. melanderi (Brues, 1908)
- A. mellipes de Saeger, 1946
- A. miccus Wang, 1985
- A. niger (Papp, 1974)
- A. nigrator (Fabricius, 1804)
- A. nigrithorax Muesebeck, 1936
- A. reticulatus Chou, 1987
- A. ruandicus de Saeger, 1946
- A. rufiventris Luo & Chen, 1994
- A. rufotestaceus Tobias, 1986
- A. rufus (Cameron, 1909)
- A. rutilipes Papp, 1965
- A. rwindicus de Saeger, 1946
- A. taiwanus Chou, 1987
- A. tenuicornis Papp, 1965
- A. tsuifengensis Chou, 1987
- A. tungpuensis Chou, 1987
- A. ussuriensis Belokobylskij, 1981
- A. ziyangensis Wang, 1983